# Luz y sombra
Luz y Sombra é uma novela mexicana produzida por Gonzalo Martínez Ortega para a Televisa e exibida pelo Canal de las Estrellas entre 17 de abril e 4 de agosto de 1989, substituindo Dulce desafío e sendo substituída por Teresa.
A trama foi protagonizada por Thalía e Alberto Mayagoitia e antagonizada por Enrique Álvarez Félix e Eric del Castillo.

## Enredo
Alma e José são dois jovens que tentam por todos os meios, seguir adiante e ser alguém na vida, apesar do ambiente hostil em que vivem, caracterizada pela pobreza, as crianças de rua e jovens desviados do bom caminho e caídos em drogas. Alma vive com sua mãe Mercedes, que faz a filha acreditar que seu pai Eusébio morreu, mas a verdade é que ele os abandonou há muito tempo e vive com outra mulher. José, por sua vez, é um garoto que sonha em ser um nadador olímpico e Alma sonha em ser uma famosa bailarina. Apesar das hostilidades a que são forçados a viver o dia-a-dia,Alma e José ainda não vão desistir por nada e tentar alcançar seus sonhos, mesmo que tenham que passar por desgraças e sofrimentos.

## Elenco
| Ator                  | Personagem                |
| --------------------- | ------------------------- |
| Thalía                | Alma Suárez               |
| Alberto Mayagoitia    | José Guerra               |
| Cecilia Tijerina      | Lúcia                     |
| Enrique Álvarez Félix | Juan Guerra               |
| Eric del Castillo     | Bernal Suárez de la Garza |
| Delia Casanova        | Micaela "Mica" de Suárez  |
| Blanca Sánchez        | Aurora Linares Guerra     |
| Socorro Bonilla       | Letícia                   |
| Quintín Bulnes        | Guido                     |
| Roberto Sosa          | Sérgio                    |
| Fabián                | El Zorra                  |
| Rosario Escobar       | Marcela                   |
| Evangelina Sosa       | Cari                      |
| Uriel Chavéz          | Tomáz                     |
| Salvador Sánchez      | Eusébio Suaréz            |
| Holda Ramiréz         | Mary Tere                 |
| Antuã Terrazas        | Toño                      |
| Gustavo Navarro       | Gustavo                   |
| Dario T. Pie          | El Viborín                |
| Eva Prado             | Cecília                   |
| Llamas José Luís      | Urbano                    |
| Alejandrina Fuentes   | Gela                      |
| Guadalupe Bolaños     |                           |
| María Fernanda García | ela mesma                 |
| José Barberena        |                           |
| Nelly Horsman         |                           |
| Manuel Avila          |                           |
| Carlos Bracho         | Ricardo Saucerdo          |
| Raúl Buenfil          | Satanas                   |
| Françóis Clemenceau   | Brian                     |
| Mário León            | Simón                     |
| Javier Juan           | El Costeno                |
| Pablo Zuak            | Jimmy                     |

## Ligações Externas
- Luz y sombra. no IMDb.
- Página em Alma-latina.net